# Dany Boon
Dany Boon (nome artístico de Daniel Hamidou; Armentières, 26 de junho de 1966) é um ator, humorista e cineasta francês.
O seu nome artístico deve-se a um herói da telessérie americana Daniel Boone, que era transmitida todas as quartas-feiras à tarde no canal francês TF1

## Biografia
Dany Boon nasceu no seio de uma família modesta de Nord. O seu pai é ex-pugilista e camionista argelino, oriundo de Cabília, já a sua mãe é uma dona de casa francesa, natural de Nord. Tem dois irmãos — Alexis e Philippe — e cinco filhos fruto de três relações diferentes: Mehdi em 1997, filho da primeira esposa; Noé em 1999, filho da segunda esposa, a atriz francesa Judith Godrèche; Eytan em 2005, Élia em 2006 e Sarah em 2010, filhos da terceira esposa, a ex-modelo Yaël Harris.
Em 2002, Dany Boon converteu-se do catolicismo ao judaísmo, religião de Yaël Harris.
Dany Boon é o padrinho da associação francesa Solidarité Avesnois, cujo objetivo é prestar apoio às vítimas do tornado que atingiu o norte da França, em agosto de 2008.

## Carreira
Chegou a Paris em 1989, onde para sobreviver recorreu a atuações de mímica nas ruas, ao mesmo tempo que produzia cenas ao ar livre como as do Teatro Trévise. Em 1993 Patrick Sébastien torna-se o seu produtor. Aos poucos começa a ganhar popularidade com os seus sketches e monólogos e, assim, surgem os primeiros contratos para interpretar papéis em vários filmes. A sua mais notável interpretação viria a ser em Joyeux Noël, que lhe valeu uma nomeação aos Prémios César em 2005, na categoria de melhor ator secundário.
Em 2008 tornou-se o ator mais bem pago da história do Cinema Europeu, graças ao sucesso do seu filme Bienvenue chez les Ch'tis, que obteve nesse ano uma receita de 26 milhões de euros.
Segundo o Le Figaro, Dany Boon ganhou 3 milhões de euros em 2009 (os produtores propuseram-lhe um salário de 2,5 milhões de euros por filme).

## Filmografia

### Ator
- 1992: Sans queue ni tête (curta-metragem) de Jean-Henri Meunier
- 1994: Le Grand Blanc du Lambaréné, de Bassek Ba Kobhio
- 1994: La Flache (curta-metragem) de Philippe Troyon
- 1994: La Porte (curta-metragem) de Philippe Vauvillé
- 1995: Oui, de Alexandre Jardin
- 1996: Parole d'homme, de Philippe Le Dem: Gérard
- 1997: Le Déménagement, de Olivier Doran: Alain
- 1997: Amour, travail et santé... (curta-metragem) de Antoine Lepoivre
- 1998: Bimboland, de Ariel Zeitoun: Greg
- 2003: Pédale dure, de Gabriel Aghion: Sébastien Jouve
- 2004: Joyeux Noël, de Christian Carion: Ponchel
- 2005: La Doublure, de Francis Veber: Richard
- 2005: La Maison du bonheur, de Dany Boon: Charles Boulin
- 2006: Mon meilleur ami, de Patrice Leconte: Bruno Bouley
- 2008: Bienvenue chez les Ch'tis, de Dany Boon: Antoine Bailleul
- 2008: De l'autre côté du lit, de Pascale Pouzadoux: Hugo
- 2008: Le code a changé, de Danièle Thompson: Piotr
- 2009: Micmacs à tire-larigot, de Jean-Pierre Jeunet: Bazil
- 2010: Benvenuti al Sud, de Luca Miniero: Le vacancier Ch'ti
- 2011: Rien à déclarer, de Dany Boon : Mathias Ducatel
- 2012: Astérix et Obélix: Au service de sa Majesté de Laurent Tirard: Tetedepiaf
- 2012: Le plan parfait de Pascal Chaumeil
- 2013: Eyjafjallajökull de Alexandre Coffre

### Ator de voz
Dobrador na versão francesa.
- 1997: Bean
- 2004: Shark Tale voz de Frankie
- 2005: Pollux, le manège enchanté
- 2006: Allez raconte - voz do père
- 2007: Happily N'Ever After - voz do príncipe encantado
- 2008: Horton Hears a Who! - voz de Horton
- 2008: Mia et le Migou - voz dos Migous
- 2010: Sammy's avonturen: De geheime doorgang - voz de Samy adulto
- 2011: Zookeeper - voix française de Donald, le singe

### Cineasta e argumentista
- 2006: La Maison du bonheur
- 2008: Bienvenue chez les Ch'tis
- 2011: Rien à déclarer
- 2013: Une jolie ch'tite famille[6]

## Prémios e nomeações
- César 2006: nomeação para melhor ator secundário por Joyeux Noël
- César 2007: nomeação para melhor ator secundário por La Doublure
- César 2009: nomeação para melhor argumento original por Bienvenue chez les Ch'tis
- Prix Raimu de la Comédie 2008: Melhor ator por Bienvenue chez les Ch'tis